# غارلاند كيسر
غارلاند كيسر (بالإنجليزية: Garland Kiser)‏ هو لاعب كرة قاعدة أمريكي، ولد في 8 يوليو 1968.

## وصلات خارجية
- غارلاند كيسر على موقعبيزبول رفرنس.كوم (الدوري الرئيسي) (الإنجليزية)